# Anried
Anried ist ein Ortsteil des Marktes Dinkelscherben im schwäbischen Landkreis Augsburg in Bayern. Zur Gemarkung und früheren Gemeinde Anried gehört auch das Dorf Engertshofen.

## Geographie
Das Pfarrdorf Anried liegt rund zwei Kilometer westlich des Ortszentrums von Dinkelscherben inmitten des Naturparks Augsburg-Westliche Wälder in der Reischenau. Die ehemalige Gemeinde hatte eine Fläche von 708,33 Hektar. Zum Stand der Volkszählung am 25. Mai 1987 hatten die beiden Ortsteile der vormaligen Gemeinde eine Bevölkerung von 341. Dabei wurde der zweite Ortsteil Engertshofen nicht separat erfasst, da er als baulich verbunden mit dem Dorf Anried typisiert war. Die Volkszählung vom 27. Mai 1970 liefert den letzten Größenvergleich der beiden Dörfer: Gemeinde Anried insgesamt 328, davon Anried 260 und Engertshofen 68.
Die Kreisstraße A 6 führt von der Landkreisgrenze bei Burtenbach (dort als GZ 1) über Anried nach Dinkelscherben, wo sie in die Staatsstraße St 2027 mündet.
Anried ist in das Verbundnetz des AVV (Buslinien 610 und 611) integriert.

## Wappen
Das Anrieder Gemeindewappen versinnbildlicht die enge Bindung, die die beiden Geschlechter Schmucker und Fugger durch ihre langjährige Herrschaft in der Gemeinde eingegangen waren. Aus dem Wappen der Schmucker stammen der Sparren mit drei sechsstrahligen Sternen, in den Fuggerschen Farben Blau-Gold.
Das Staatsministerium des Innern gab am 22. März 1964 seine Zustimmung zum Gemeindewappen.

## Geschichte
Anried wurde nach den Angaben des Historikers Wolf-Armin von Reitzenstein erstmals im Jahr 1175 als „Annenruit“ urkundlich erwähnt. Weitere Siedlungsnamen waren später „An(n)riet“, „Aunried“ und „Hainenried“. Der Name setzt sich aus dem mittelhochdeutschen Grundwort riute für „gerodetes Land“ und dem Bestimmungswort Anno, einem Personennamen, zusammen.
In Anried befanden sich einst bischöflich Augsburgische und markgräflich Burgauische Lehengüter, der Grundbesitz sowie die Herrschaftsrechte verteilten sich auf verschiedene Inhaber. Um 1400 kam ein großer Teil von Anried und Engertshofen an die Augsburger Familie Schmucker. Die Familie Schmucker verkaufte 1544 den ganzen Besitz an die Fugger. Die Güter wurden der Herrschaft Mickhausen zugeteilt, gingen aber zusammen mit Ettelried im Jahre 1724 an die Fuggersche Familienstiftung über, die den Güterkomplex zur Herrschaft Ettelried und Anried zusammenfasste.
1757 wurde die Herrschaft Ettelried und Anried an Markus von Schnurbein veräußert. Vor dem Übergang an Bayern stand die Grundherrschaft in Anried den Freiherren von Schnurbein, dem Hochstift Augsburg und dem Domstift Augsburg zu. Noch heute befinden sich Reste des Burgstalls Rauhenberg in der Anrieder Flur.
1862 bis 1929 gehörte Anried zum Bezirksamt Zusmarshausen und ab 1929 zum Bezirksamt Augsburg, das ab 1939 als Landkreis Augsburg bezeichnet wurde.

### Bevölkerungsentwicklung
Nach dem Feuerstättenverzeichnis von 1492 hatte Anried 14 Herdstätten.
Um 1750 taucht Anried erstmals auf einer Landkarte auf. Diese wurde von Johann Lambert Kolleffel gezeichnet. Dort ist vermerkt, dass Anried und der Weiler „Engelshoffen“ zusammen aus 36 Feuerstädten bestand.
Im Lexikon von Schwaben aus dem Jahre 1791 heißt es: Anried, kleines Dorf von 174 Seelen.
Nach dem Bericht des Pfarrers Anton Feichtenbeiner von Ettelried aus dem Jahre 1818 hatte Anried damals 1 Kirche, 36 Wohnhäuser und 175 Seelen. Diese verteilten sich auf 8 Bauernhöfe, 24 Sölden und 3 Gnadenhäusern. An Viehbestand wurden 30 Pferde, 85 Stück Rind, 87 Schafe, 38 Schweine und 4 Ziegen gezählt. Engertshofen hatte damals 7 Häuser: 3 Bauernhöfe und 4 Sölden mit insgesamt 45 Seelen.

### Eingemeindung
Am 1. Juli 1972 wurde Anried nach Dinkelscherben eingemeindet.

## Bauwerke

### Kirche St. Felizitas

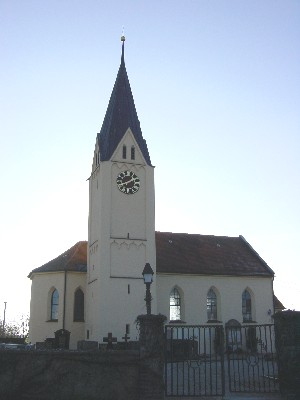
Kirche St. Felizitas

Die im 11. Jahrhundert gegründete Rodungssiedlung Anried besaß schon im Mittelalter eine Kirche. Diese Kirche, von der nur noch der spätgotische Turm erhalten ist, wurde 1493 neu geweiht. 1712 bekam der Turm ein neues Spitzdach und 1829 heißt es von diesem „Bau“, dass er „eher einer Kapelle als einer Kirche“ gleiche. So wurde die Kirche abgebrochen und im Jahr 1843 durch den jetzigen Bau ersetzt. Der größere Teil der einstigen Ausstattung (Altäre und Kanzel) stammte aus der Zeit um 1880.

### Alte Schule

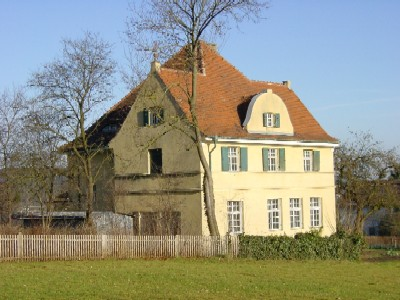
Alte Schule

Die alte Schule wird von den örtlichen Vereinen für Versammlungen und sonstige Veranstaltungen genützt. Für den Unterhalt ist der am 2. Oktober 1987 eigens gegründete Verein zur Erhaltung der Gaststätte Alten Schule zuständig.